# Universitätskrankenhaus Klaipėda

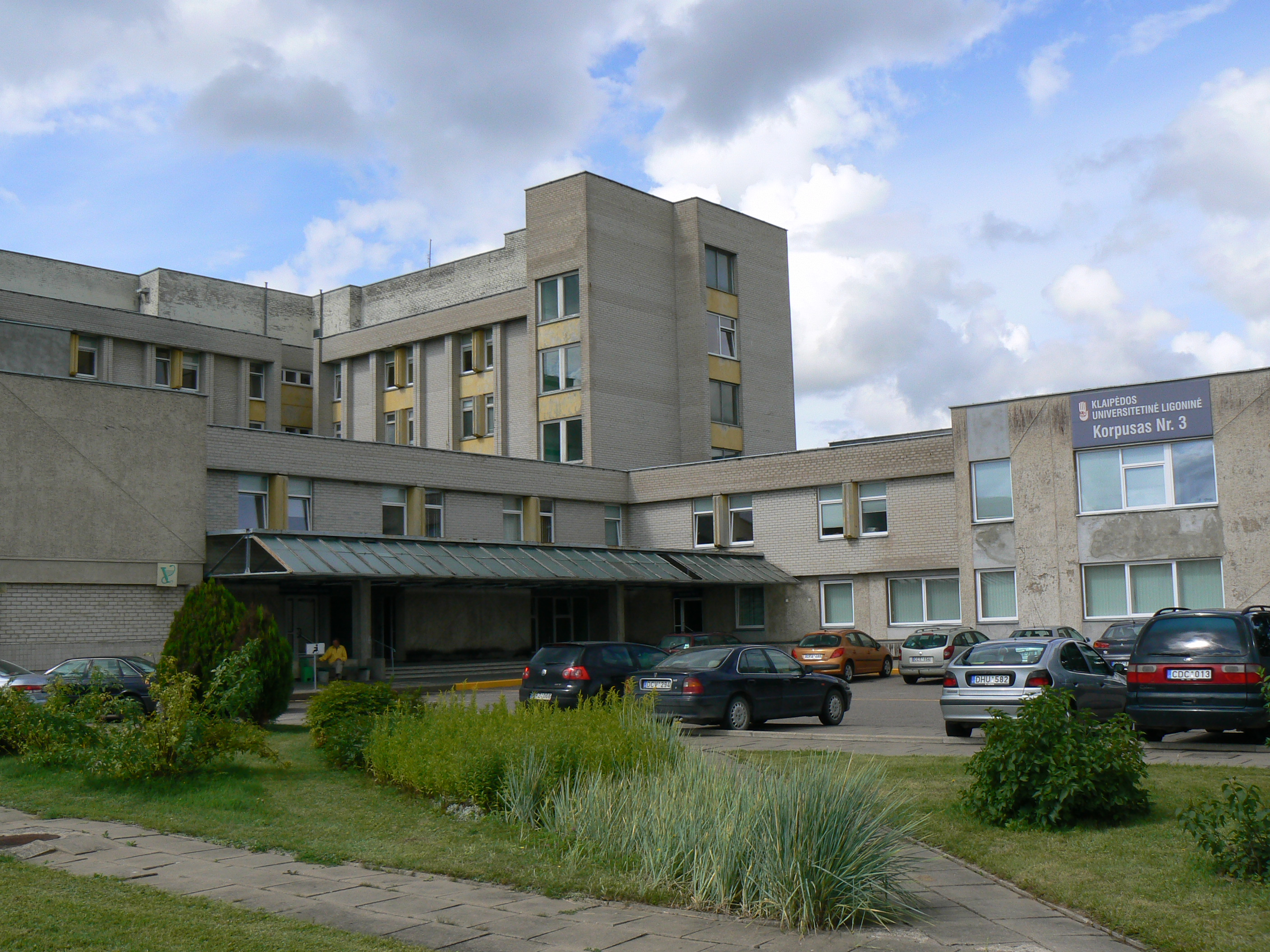
Onkologie-Klinik

Das Universitätskrankenhaus Klaipėda (lit. Klaipėdos universitetinė ligoninė) ist ein Universitätskrankenhaus mit 1000 Betten in der Hafenstadt Klaipėda, Litauen. Nach der Rechtsform ist es Viešoji įstaiga, eine 'öffentliche Anstalt'. Nach Mitarbeiterzahl ist es siebtgrößtes litauisches Krankenhaus. Es beschäftigt 1.775 Mitarbeiter, davon  300 Ärzte (2013). Es wurde 1976 gegründet.

## Leitung
- Direktor: Vinsas Janušonis  (* 1950)